# Тілліт

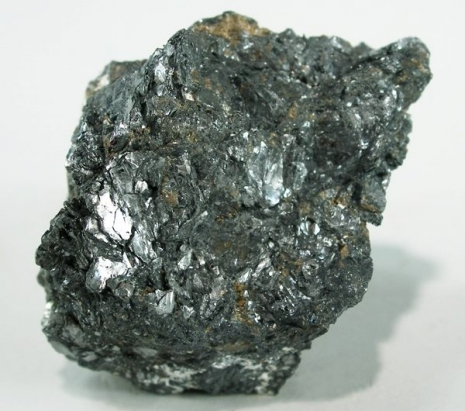
Тілліт

Тілліт (рос. тиллит; англ. tillite; нім. Tillit m) — мінерал, олов'яний сульфід свинцю шаруватої будови.
Названий за прізвищем англійського геолога Джетро Тілла, G.T.Prior, 1904.
Існує схожа назва гірської породи льодовикового походження "тілліти", складеної шарами дрібних часток і дрібними уламками.

## Опис
Хімічна формула: PbSnS2. Містить (%): Pb — 53,05; Sn — 30,51; S — 16,44. Домішки: Fe, Zn, Ag, Ge, Bi.
Сингонія ромбічна. Ромбодипірамідальний вид. Кристали таблитчасті, псевдотетрагональні, часто деформовані. Спайність досконала по (001). Густина 6,36-6,57. Тв. 1-2. Колір світло-сірий. Риса чорна. Блиск металічний. Непрозорий. Гнучкий, але не еластичний. Непрозорий. Анізотропний.

## Розповсюдження
Знайдений у гідротермальних сульфідно-каситеритових родовищах разом з вюртцитом, сфалеритом. Знахідки: Каргуаікольо і Антекера Ічокольо (Болівія), Сх. Сибір (Росія).